# Robert Picht

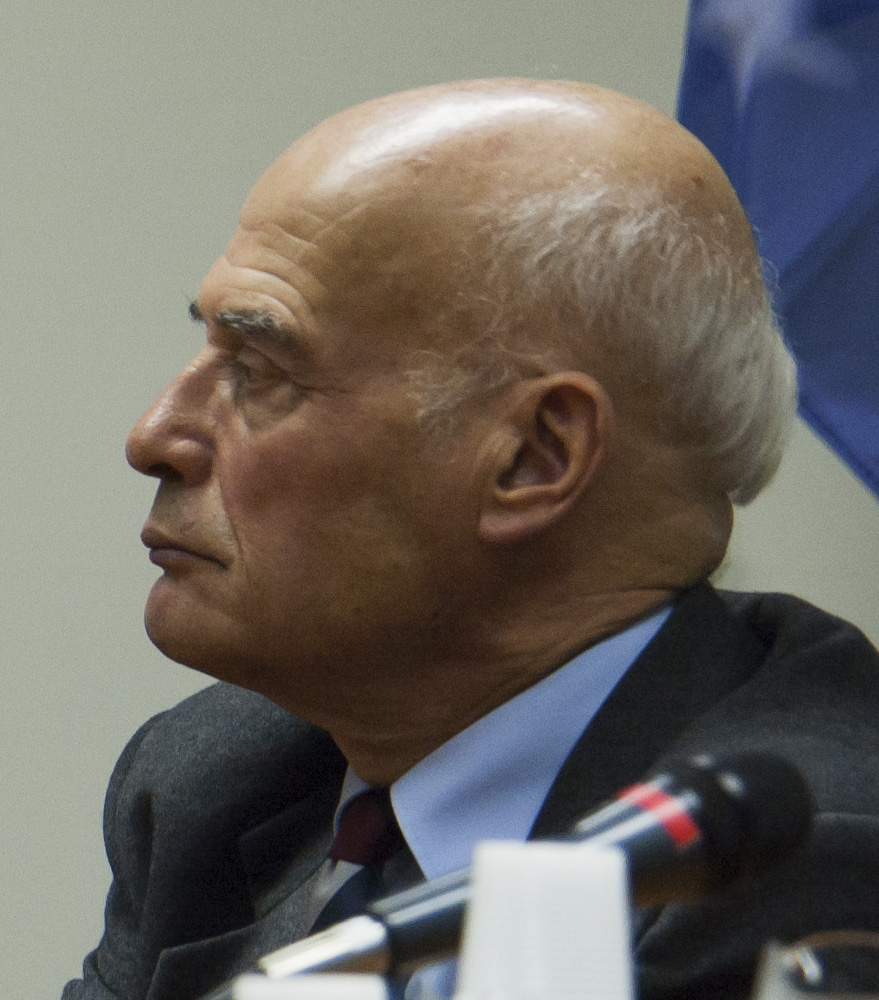
Robert Picht

Robert Picht (* 27. September 1937 in Berlin; † 24. September 2008 in Hinterzarten) war ein deutscher Soziologe und Romanist.

## Leben und Wirken
Als Sohn des Professors Georg Picht und seiner Ehefrau  Edith Axenfeld studierte er Soziologie und Romanistik an den Universitäten von München, Frankfurt/Main, Hamburg, Paris, Madrid und Freiburg. Im Jahre 1964 erlangte er in Hamburg den Grad eines Magister artium im Fach französischer Literatur. An der Sorbonne bestand er 1972 die Prüfung zur  Promotion eines Dr. phil. An der Fernuniversität Hagen wurde er im Jahre 1990 zum Professor für Soziologie ernannt.
Von 1965 bis 1972 gehörte er dem Büro des  Deutschen Akademischen Austauschdienstes (DAAD) in Paris an. In dieser Zeit war er auch Lektor für deutsche Sprache und Politik am Institut d’Etudes Politiques and Ecole Nationale d’Administration in Paris.
Von 1972 bis zum Jahre 2002 übernahm er das Amt des Direktors am Deutsch-Französischen Institut in Ludwigsburg. Am Europakolleg in Natolin, Warschau, war er Vizedirektor von 2004 bis 2007. Weiterhin nahm er die Funktion eines Vizepräsidenten und Vorsitzenden des Exekutiv-Komitees der  Europäischen Kulturstiftung in Amsterdam von 1976 bis 1995 wahr.

## Auszeichnungen
- Offizier des Ordre national du Mérite im Jahre 1985
- Offizier der Ehrenlegion
- Bundesverdienstkreuz 1. Klasse
- Goldmedaille der Stiftung F.V.S Hamburg

## Schriften (Auswahl)
- Kommentierte Bibliographie: Deutschland nach 1945, Bonn-Bad Godesberg, 1972
- Französische Germanistikstudenten, DAAD, Bad Godesberg 1974, ISBN 3-87192-029-0.
- Perspektiven der Frankreichkunde: Ansätze zu einer interdisziplinär orientierten Romanistik, Tübingen 1974
- Deutschlandstudien II, Bonn 1975
- Fallstudien und didaktische Versuche, Bad Godesberg, 1975
- Kulturpolitik für Europa: Planungsansätze europäischer Stiftungsarbeit, Bonn 1977
- Deutschland, Frankreich, Europa: Bilanz einer schwierigen Partnerschaft, München 1978
- Das Bündnis im Bündnis. Deutsch-französische Beziehungen im internationalen Spannungsfeld, Berlin 1982
- Deutsch-französische Beziehungen. Hagen 1984
- Die rätselhaften Deutschen. Die Bundesrepublik von außen gesehen. Mit Brigitte Sauzay, Stuttgart 1985
- Einführung in die Frankreichforschung. Hagen 1986
- Esprit/Geist: 100 Schlüsselbegriffe für Deutsche und Franzosen mit Jaques Leenhardt, München 1989 & 1993 ISBN 978-3-492-11093-8
  - veränd. Fassung: Fremde Freunde. Deutsche und Franzosen vor dem 21. Jahrhundert (Essays zu der versch. Bedeutung von Kernbegriffen in beiden Sprachen, Titel sehr irreführend) Hg. mit Vincent Hoffmann-Martinot, René Lasserre & Peter Theiner; Piper, München 1997 & 2002 ISBN 3-492-03956-1
  - Französ. Fassung: Mit Jacques Leenhardt Au jardin des malentendus. Le Commerce franco-allemand des idées Actes Sud, Arles 1992 ISBN 2-86869-441-1 & ebd. 1997 ISBN 2-7427-1377-8
- Motor für Europa? Deutsch-französischer Bilateralismus und europäische Integration Bonn 1990
- De Gaulle, Deutschland und Europa. Mit Wilfried Loth, Opladen 1991.
- L'Identite europénne: analyses et propositions pour le renforcement d'une Europe pluraliste: une étude de la Trans European Policy Studies Association Brüssel 1994
- Deutsch-französischer Hochschulaustausch. Stand und Perspektiven Ludwigsburg 1998
- A pilot study on innovating education and learning the role of foundations and corporate funders, Brüssel 1998
- Education funding in Europe, Brüssel 1998
- Integrating youth into a changing society: the role of foundations and corporate funders, Brüssel 1999
- Generation Erasmus. Zum Europabild junger Europäer, in: Merkur Jg. 58, Bd. 4, 2004, S. 306